# وخش (شهر)
وَخش (به تاجیکی: Вахш) شهری است در استان خَتلان در کشور تاجیکستان. جمعیت این شهر ۱۴،۹۰۰ نفر است. این شهر در فرارود در کنار آمودریا قرار دارد. بعدها لوکند یا لاوکند خوانده شد. امروزه در ۶۵ کیلومتری جنوب شرقی شهر دوشنبه پایتخت تاجیکستان واقع است. آمودریا را در کتب پهلوی «وَه روت» (بهرود) نیز نامیده‌اند. نام اصلی و ایرانی این رودبار vaxshuA (وخشو) باشد و آن به معنی فزاینده و بالنده است؛ از ریشهٔ وخش vaxsh به معنی افزودن و بالیدن و ترقی‌کردن، در سانسکریت uxshayanta و در پهلوی vaxshitant آمده. واژۀ Oxus که جغرافی‌دان قدیم یونان و روم ذکر کرده‌اند از همین واژهٔ ایرانی است. (از حاشیهٔ «برهان قاطع، از ایران باستان ص ۱۶۹۴).